# Merionoeda hirsuta
Merionoeda hirsuta là một loài bọ cánh cứng trong họ Cerambycidae.